# 登機報到

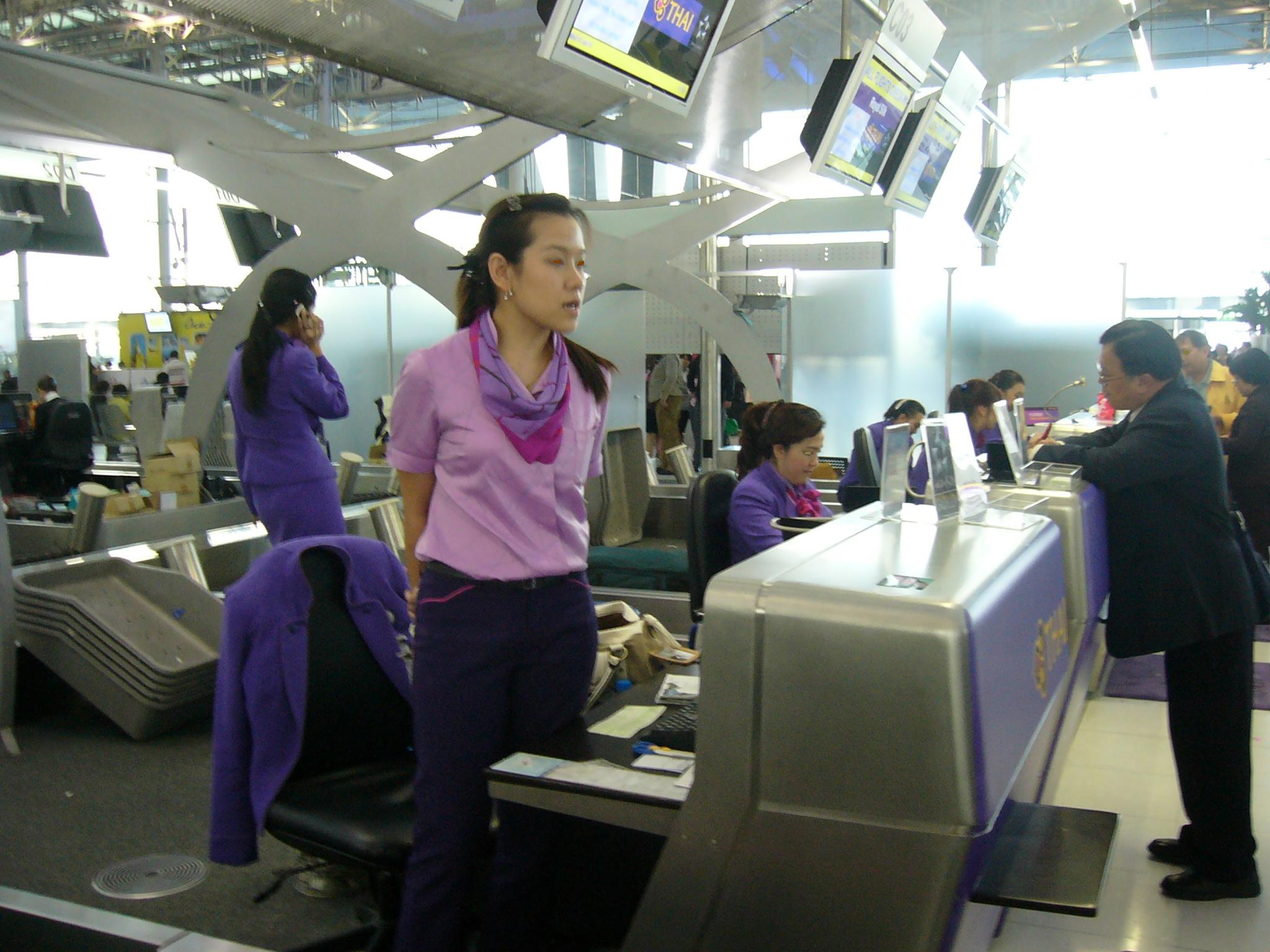
泰國國際航空位於曼谷素万那普机场的報到櫃台

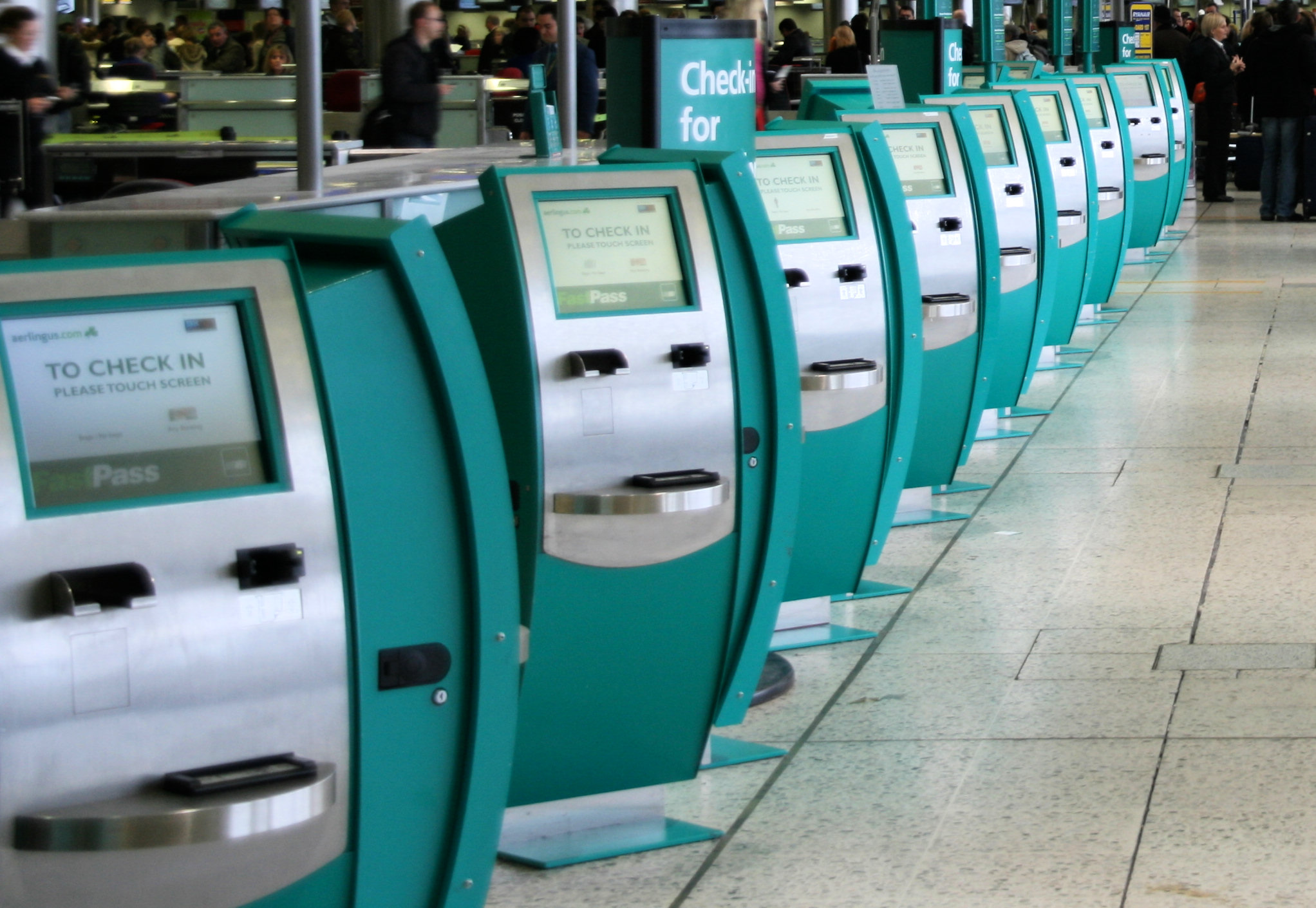
爱尔兰航空位於都柏林机场的自助報到櫃台

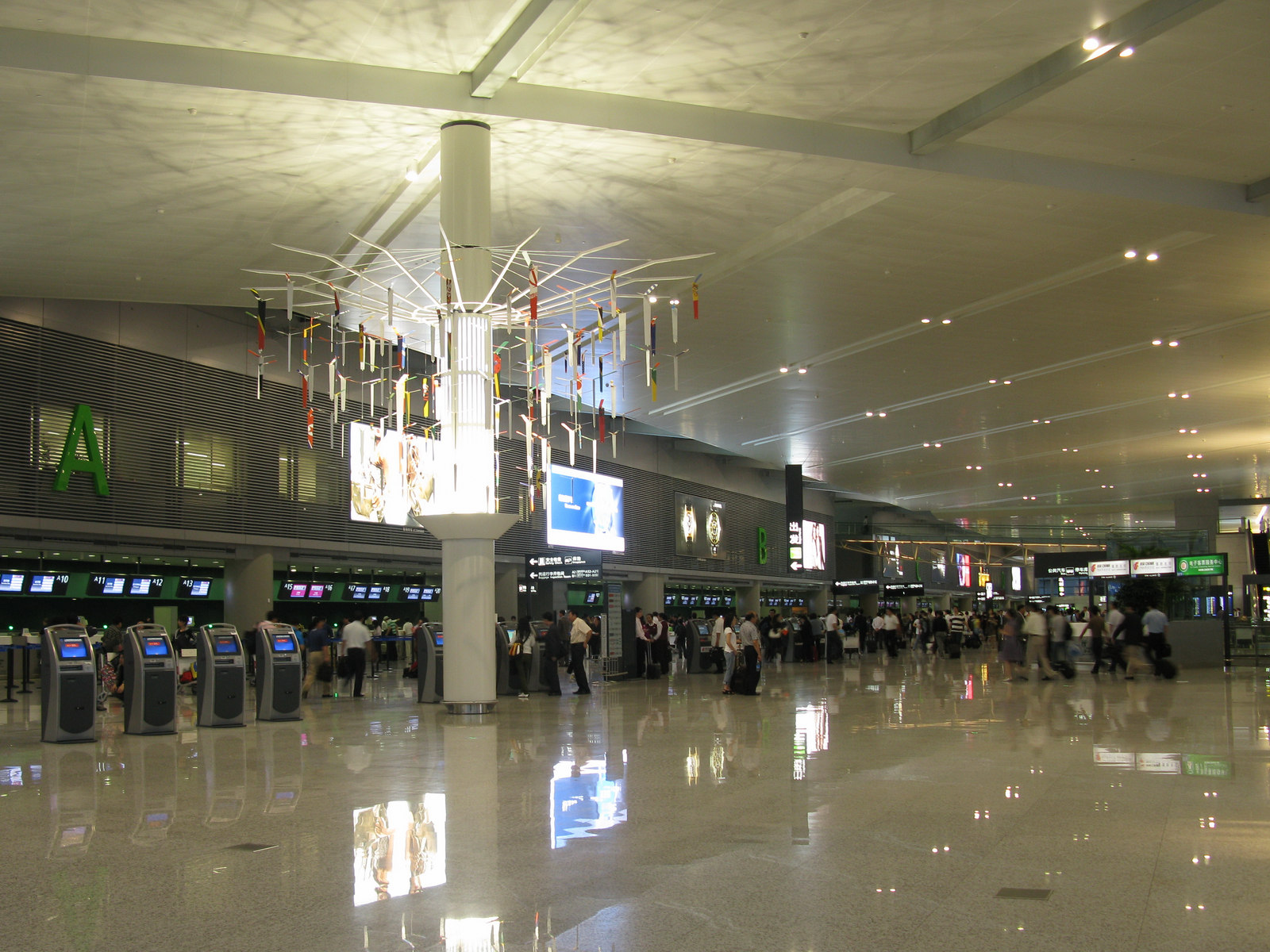
上海虹橋國際機場2号航站楼值机大廳

登機報到手續亦稱值机，意指旅客搭乘飛機前所需進行的手續。報到手續通常由航空公司或由地勤代理負責辦理，他們要查驗乘客的旅遊文件（包含护照及所需签证），托運旅客不願或不得攜帶進入客艙的行李，並核發登機證。
航空公司規定旅客在航班起飛前的特定時間辦理報到手續，因此旅客抵達機場時的第一件事就是前往報到櫃台。報到手續截止的時間為起飛前 15 分鐘至 一小時不等，根據飛航目的地和航空公司而定。辦理手續時，乘客可選擇座位、詢問航班或目的地資訊、變更訂位紀錄、累積飛行常客奖励計划里程，或付費升級艙等或托運行李數量。
報到手續會依航空公司有所不同，有時同一航空公司會針對不同機場實施不同的報到手續。通常旅客不太清楚各個航空公司的特別規定，誤以為所有公司都遵循同樣規範，因此有時在辦理報到手續時會遇到困難。
有些城市會提供「市區預辦登機」服務，提供旅客在市區先行辦理報到手續，免去在機場排隊等候的時間。目前提供此服務的城市包括：阿布達比、台北、首爾、香港、德里、吉隆坡、維也納、北京大兴等；香港機場快綫提供航空公司的報到櫃台（以當地航空業者為主），可讓經由鐵路運輸的旅客在車站先執行報到手續，但仍需在機場經過海關及出入境護照查驗。

## 旅客身分查驗
地勤人員為旅客辦理報到手續時，最主要的責任就是確認旅客是否持有有效的旅遊文件，包含機票、邀請函、护照、签证等（視旅遊目的、出發地和目的地而有所不同）。然而，部分航空公司對於國內線和歐盟國間的班機，除非旅客需要托運行李，否則不要求旅客出示旅遊文件。
美国等部分國家會要求旅客提供相關資訊，包含姓名、地址、居住地聯絡資訊、出發地，以及入境美國後的住處。這些資訊，又稱為預報旅客信息，通常會在旅客訂票時或訂票後收集。

## 行李託運

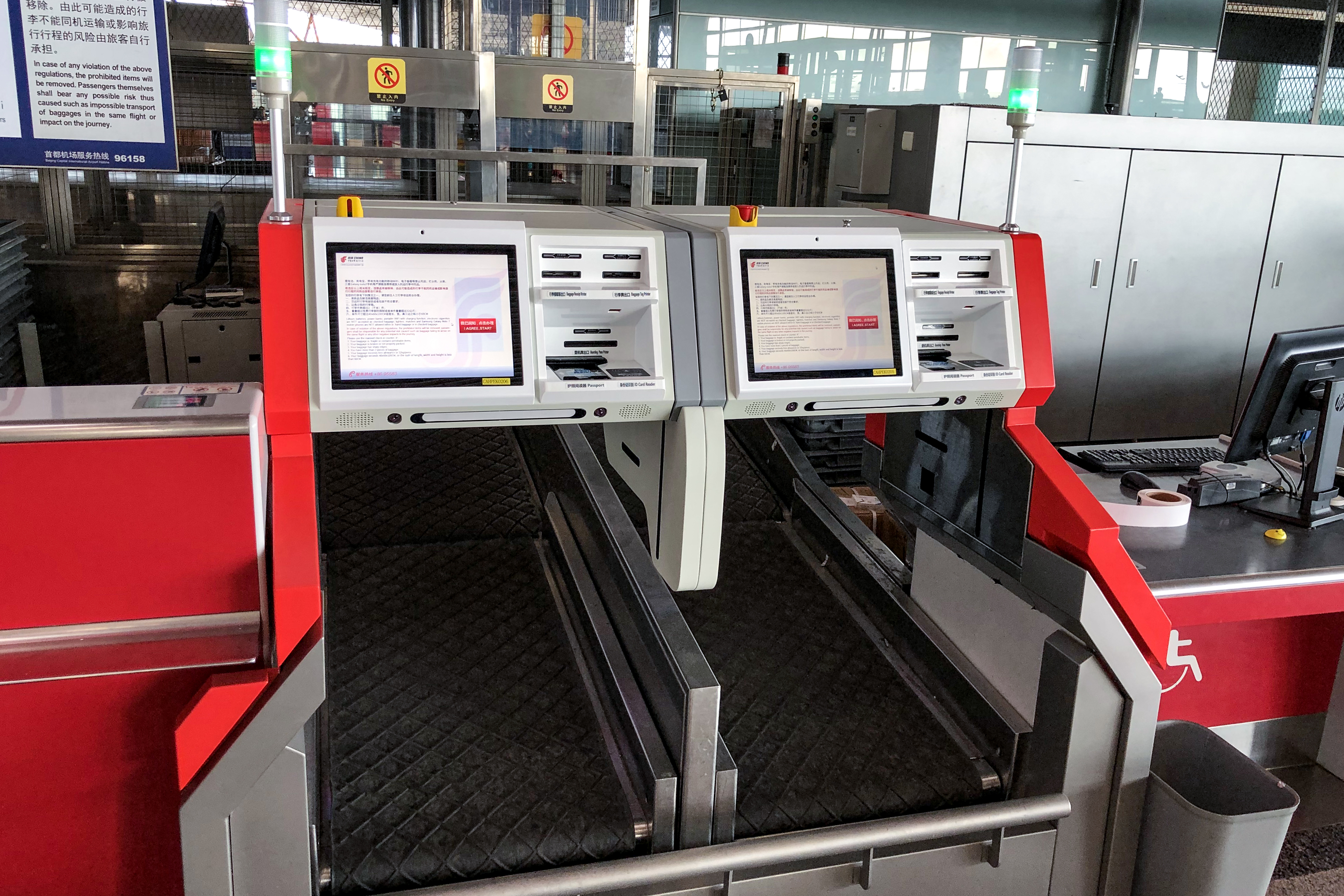
北京首都国际机场3号航站楼的中国国际航空自助行李托运设备

辦理報到手續時，無法手提上機過或過重的行李則交給地勤人員辦理托運。托運行李若超過規定的重量，需額外付費。部份機場在報到櫃台有安檢人員先行檢查旅客的行李，檢查完後會貼上封條以茲識別。航空公司通常對於旅客的隨身登機行李也有重量及尺寸規定，以避免無法置入座位上方行李櫃裡面。
在北京、香港、吉隆坡、台北、首爾、新德里等地的機場捷運，乘客可在市區車站辦理登機報到暨行李托運手續，地勤人員會將行李送上機場捷運列車附掛的獨立行李車，當列車駛入機場後會將行李直接送往機場行李間處理與分裝，送上指定班機。而台北桃园机场亦曾有于高鐵站報到的服务，行李則由地勤人員送上貨車，並將行李載運到機場再行分裝處理；現已被桃園國際機場捷運於2017年營運後取代。
一些机场例如：中国大陆北京首都国际机场（仅限3号航站楼）、荷兰阿姆斯特丹史基浦機場（僅限荷蘭皇家航空）、德国法兰克福国际机场及慕尼黑國際機場（僅限德國漢莎航空）、台灣桃園國際機場有配備全自動化的自助式行李托運輸送帶。乘客需在不超過航空公司規定的行李限重下，得以憑登機證上之條碼拿去機器掃瞄並列印出可黏式託運紙條，再將行李送入輸送帶上；行李在輸送帶上放妥後即可啟動託運程序，關閉輸送帶艙門並開始全自動化託運。

## 座位選擇
辦理報到手續時，旅客可選擇座位位置，指定靠窗或靠走道的座位。班機額滿時，過晚辦理報到的旅客可能無法選擇座位；搭乘低成本航空公司的旅客也可能無法指定座位。當發生機票超賣的情形，航空公司通常會以持有航空公司會員卡、購買折扣較少票種等順序且較早在機場櫃台辦理報到者，升等至較高級艙等。或徵求自願改搭較晚班機的旅客，發放優惠券或禮物做為補償。
另外部分機場有提供服務旅行團與其他組織的團體報到櫃台，航空公司通常在劃位時會將同一批團客儘量集中在特定區域，以便航空公司或旅行社集中及妥善管理。

## 網路報到（网上值机）
網路報到、网上值机指的是旅客透過網路辦理報到手續，並自行印出登機證。視航空公司和特定航班的不同，旅客還可以選擇餐點、行李數量，並選擇喜愛的座位。
一般來說，此服務是為了讓旅客能簡單快速地完成報到手續，減少排隊等候報到櫃台的時間。即使旅客已經辦理網路報到，部分航空公司仍要求旅客前往機場報到櫃台，進行文件查驗（檢查相關簽證或確認購票所用的信用卡為購買旅客本人）。如果旅客在辦理網路報到後人需要前往報到櫃台，通常會有專有的走道和櫃檯。這樣的報到流程較有效率，方便航空公司應付大量的旅客，避免機場混亂，節省旅客等候時間。
瑞安航空要求旅客辦理網路報到，否則須罰款最多60歐元（某些情況除外）。此外，2010年開始，更廢除所有的報到櫃台。
阿拉斯加航空是第一个導入網路報到的航空公司，於1999年9月開始試用，隨後幾個月在特定航班實行。之後，越來越多的航空公司也開始採用網路報到系統。
一般來說，網路報到是透過航空公司網站或網路報到應用服務辦理，開放時間為航班起飛前24小時之內，亦或是7天內。然而，部分航空公司會開放更長的時間（例如瑞安航空），最多可起飛前十個月前即可辦理。

### 行動裝置報到
2000年代後期，旅客可透過手機或PDA辦理報到。手持裝置為搭載GPRS或3G功能的智能手机或可上網的PDA，網路報到可利用手機瀏覽器輸入網址完成，或透過專屬的行動應用程式，與透過個人電腦辦理網路報到的方式無太大差異。
網路報到完成後，部分航空公司會傳送行動裝置登機證至旅客的行動裝置，在旅客通過安全檢查和登機時供讀碼機讀取。更有其他航空公司會傳送電子式條碼，旅客只要提供條碼給報到櫃台，或利用自助報到機的讀卡機讀取，便可列印出登機證。

### 上門報到
2020年後期，某些國家的機場可透過速遞公司（如順豐速運）上門運送行李。

## 優先報到和候機室服務

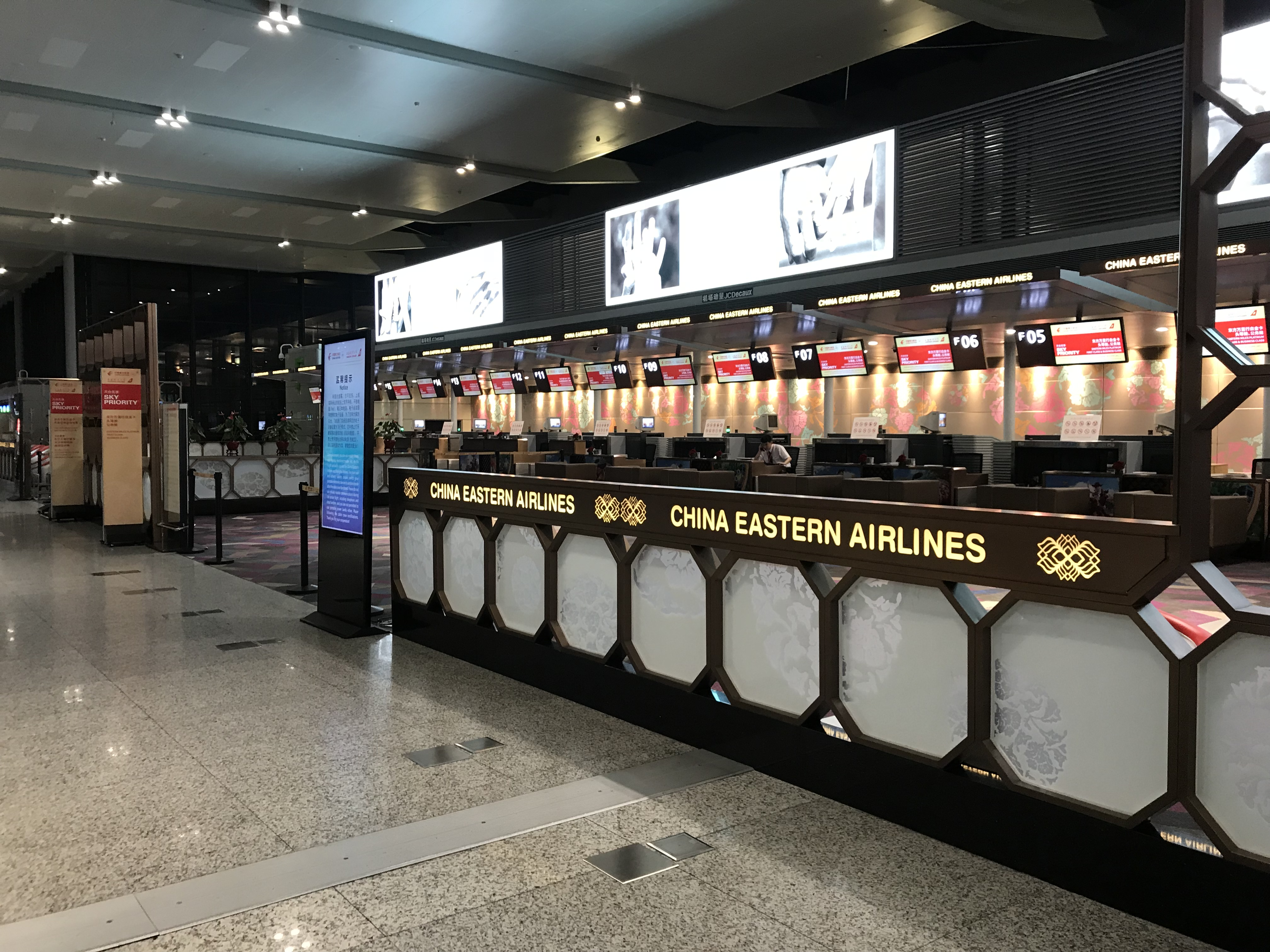
中国东方航空公司和上海航空公司位于上海虹桥国际机场的贵宾值机区

搭乘頭等艙和商務艙或擁有飞行常客奖励计划會員卡的旅客（或與航空公司要求特別安排）可使用優先報到區和/或機場貴賓室進行報到。
優先報到區視航空公司和機場而異。航空公司通常會在其樞紐機場設有貴賓專屬的報到空間。例如，長榮航空在臺灣桃園國際機場設有「鑽石貴賓室」，供非經濟艙的貴賓辦理報到。新西蘭航空在奧克蘭國際機場設有報到貴賓室，提供專屬的通關櫃台和安檢通道捷徑；阿联酋航空為了服務從迪拜国际机场出境的頭等艙及商務艙旅客，不但在機場設立了頭等／商務艙旅客的專屬車道與入口，並配置了專屬的出境與登機報到動線，以便與集中在主要出境大廳的經濟艙旅客作區分，同時也確保頭等／商務艙旅客的隱私及優質服務。未設置貴賓室的機場，則會開放專屬的報到櫃台，為頭等艙、商務艙和/或豪華經濟艙的旅客辦理報到。此外，在貴賓室提供報到手續，通常由航空公司人員專人為旅客提行李、查驗機票及出入境證件等，以提供更優質與更隱私的服務，進而優先進入飛機上的頭等艙及商務艙；在下機後，目的地機場的貴賓室亦提供入境查驗及優先領取行李等服務，甚至專車接送或安排住宿。
其他的優先報到方式有特定航空聯盟的登機報到手續，如天合聯盟的「天合優享（SkyPrioity）」，在部分機場會提供航空聯盟會員進行優先報到手續，或者在航空聯盟的共享貴賓室實施專人報到服務。

## 自助報到機（自助值机柜台）
部分機場的出境大廳，會設置自助報到機、自助值机柜台，旅客藉由在購買電子機票時所取得的電腦代碼，或者將生物特徵護照放入自助報到機的護照掃描裝置上完成報到手續；部分自助報到機會要求額外的旅行資訊，如台胞證、回鄉證、雙程證、ESTA認證（赴美時使用），而赴美時所需要的ESTA認證得呈上在美國臨時居留的地址。

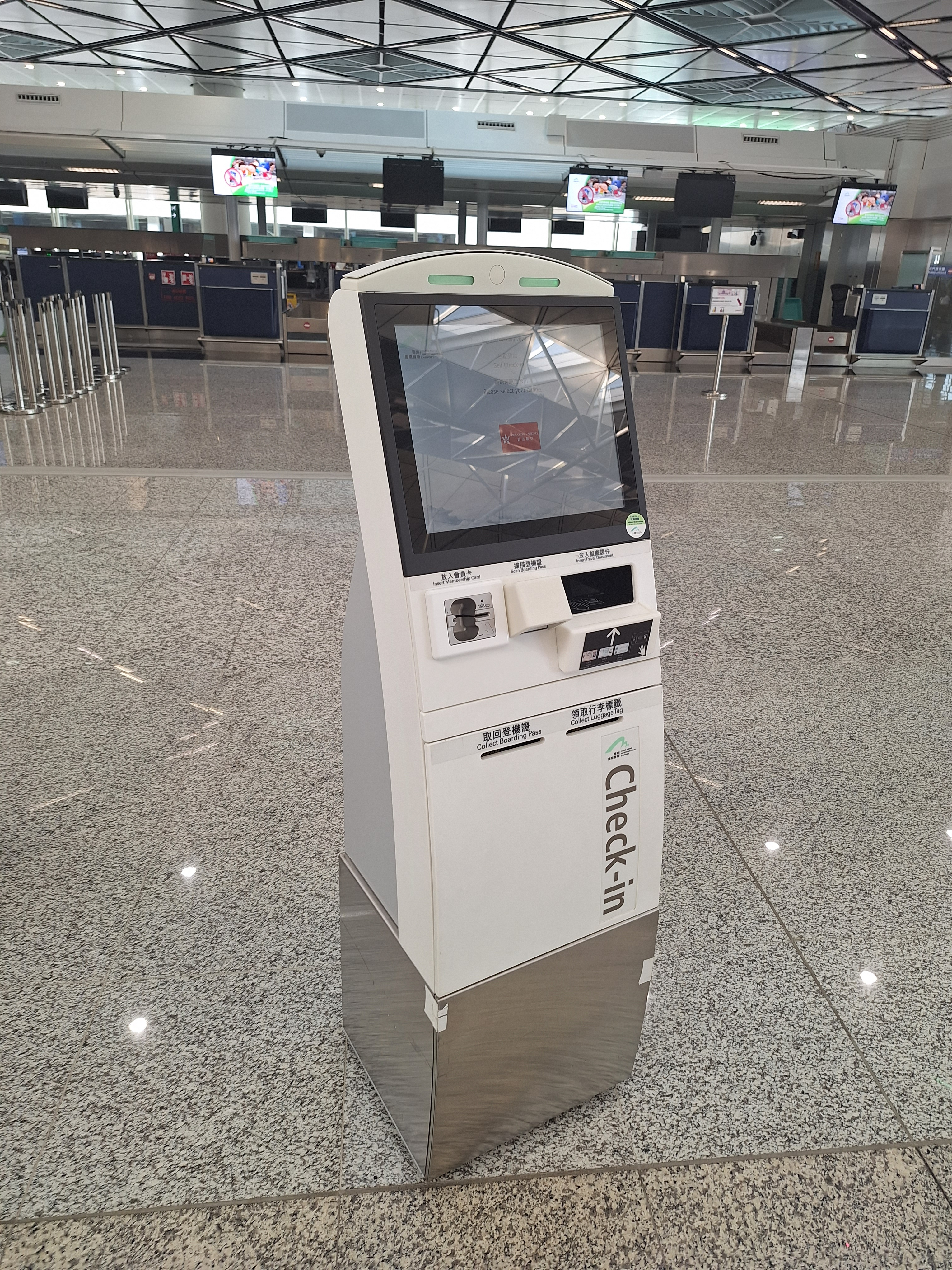
位於香港國際機場一號離境大堂K區的香港航空新款智能登記櫃位（2024年）
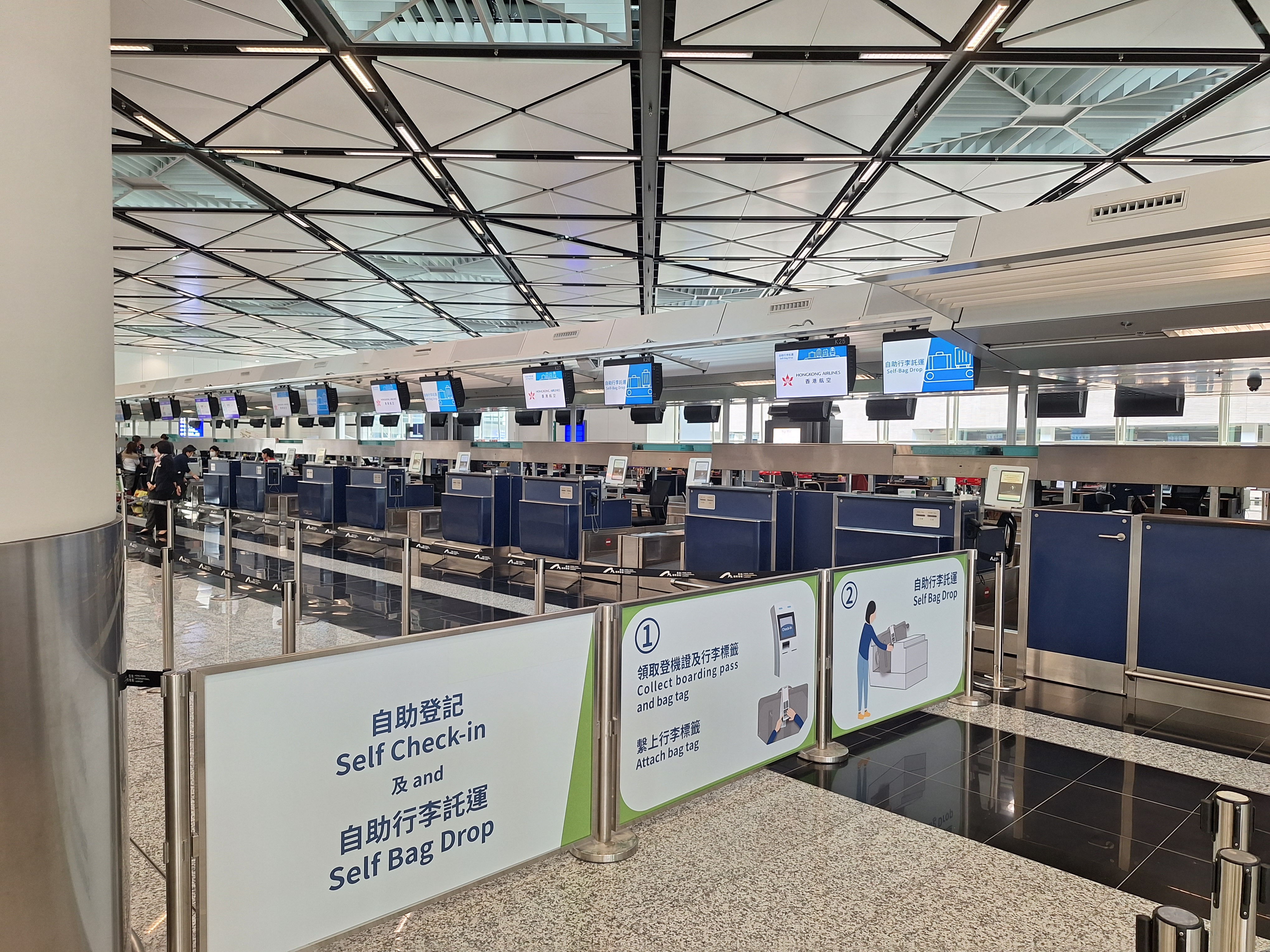
位於香港國際機場一號離境大堂K區的香港航空自助行李託運（2024年）

藉由自助報到機辦妥報到手續後，機器會將登機證印出來；若仍有行李欲託運者，仍須將行李交給標示「自助報到／網路報到」之報到櫃檯的地勤人員。